# Instituto de Investigación en Discapacidades Neurológicas
El Instituto de Investigación en Discapacidades Neurológicas (IDINE) es un centro de investigación en discapacidad neurológica perteneciente a la Universidad de Castilla-La Mancha con sede en la ciudad española de Albacete. Situado en el Campus Biosanitario de Albacete, es el único centro de investigación de estas características que existe en España.
En el centro, creado en 2009, las discapacidades neurológicas son estudiadas, con una visión multidisciplinar, a nivel molecular, celular, genético, orgánico, psicológico y social, trabajando con las asociaciones y empresas relacionadas con el sector.

## Estructura

El Instituto de Investigación en Discapacidades Neurológicas investiga sobre múltiples enfermedades que afectan al cerebro humano.

El centro se organiza en grupos de investigación, con varias líneas de investigación abiertas en cada grupo. Actualmente existen 9 grupos de investigación que abordan las siguientes áreas:
- Audición
- Estudios sociales
- Genética
- Neurobiología
- Neurofarmacología
- Neurofisiología
- Neuroglía
- Oftalmología
- Psicología

## Docencia

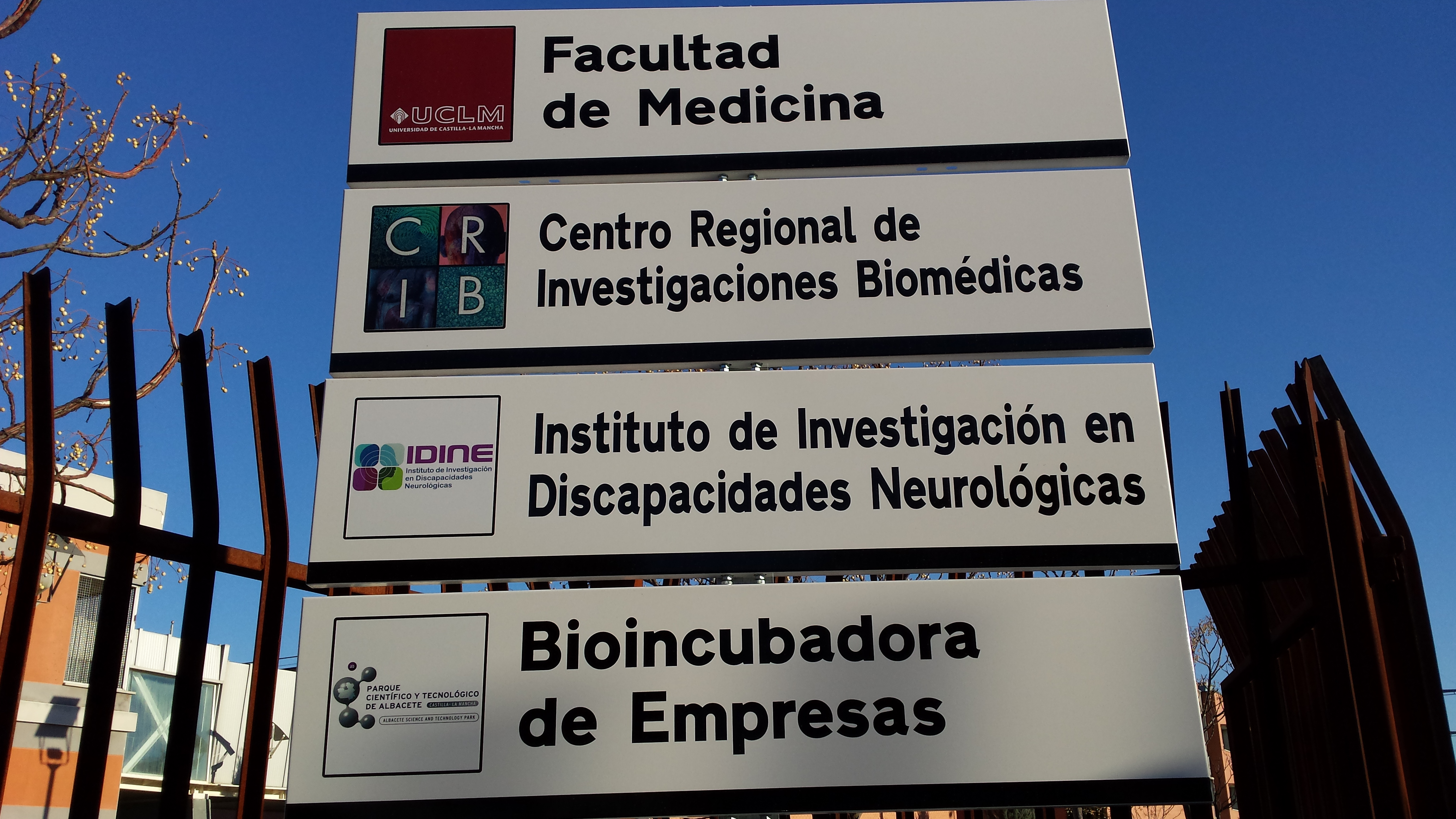
El IDINE está situado en el Campus Biosanitario de Albacete.

Los miembros del IDINE participan en la docencia de pregrado que se imparte en las facultades de Medicina, Farmacia, Enfermería, Derecho y Ciencias Económicas y Empresariales, así como en docencia de posgrado como el Máster Universitario en Biomedicina Experimental, el Máster Universitario en Investigación en Psicología Aplicada o el Máster en aspectos jurídicos y gestión de recursos en materia de discapacidad, además de varios programas de doctorado. La actividad formativa del centro se completa con seminarios impartidos por investigadores nacionales e internacionales.

## Personal
Pertenecen al centro cerca de 80 personas, entre investigadores, postdoctorales, investigadores en formación, técnicos y personal administrativo.